# Corvara (Zuid-Tirol)
Corvara (Duits: ook: Kurfar, Italiaans: Corvara in Badia) is een gemeente in de Italiaanse provincie Zuid-Tirol (regio Trentino-Zuid-Tirol) en telt 1267 inwoners (31-12-2004). De oppervlakte bedraagt 42 km², de bevolkingsdichtheid is 30 inwoners per km².
Corvara behoort tot het Ladinische taalgebied: van de bevolking spreekt 91% Ladinisch, 5% Duits en 4% Italiaans.

## Geografie
Corvara grenst aan de volgende gemeenten: Badia, Canazei (TN), Livinallongo del Col di Lana (BL), San Martin de Tor, Sëlva.

## Externe links

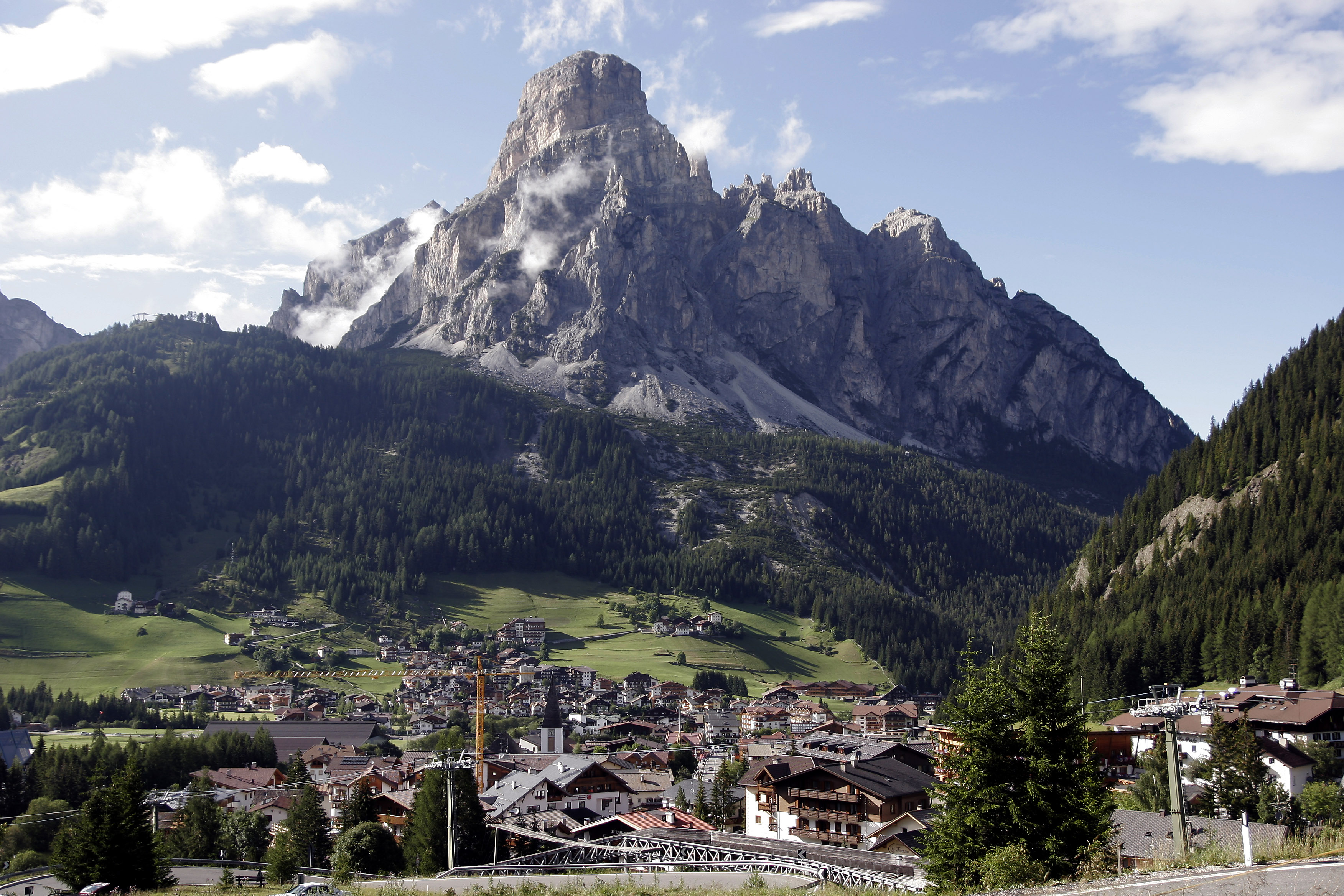
Corvara

## Kernen
- Corvara (Kurfar, Corvara)
- Calfosch (Kolfuschg, Colfosco)